# Zàstava Dokutxàieva
Zàstava Dokutxàieva (en rus: Застава Докучаева) és un poble de l'óblast de Sakhalín, a l'Extrem Orient de Rússia, que en el cens del 2010 no tenia cap habitant.